# 新制
新制（しんせい）とは、平安時代中期から南北朝時代にかけて天皇・上皇の勅旨に基づいて制定された成文法典（「公家新制」）。「新制の官符」という意味で制符（せいふ）とも呼ばれる。なお、鎌倉幕府や寺院でもこれを模範として似たような法典が整備され、前者を「武家新制/関東新制」、後者を「寺社新制/寺辺新制」と称して、広義の新制に含める場合がある。

## 概要
新制とは元来、新たな禁制という意味の言葉であったが、後に転じて正しい方向に改める（新）みことのり（制）の意味とされ、律令制秩序の回復を目指して天皇・上皇（治天の君）の意向を受けた太政官が陣定などを経て官符（太政官符）の形式で発布する（宣旨・官宣旨・院宣などの形式で発給される例もある）。単行形式のものもあるが、通常は数ヶ条から数十ヶ条（最大は寛喜新制の42ヶ条）によって構成され、構成する条数によって「新制××ヶ条」と命名されて発給されたが、後世においては発給された元号によって「○○新制」・「○○×年符」などと呼ばれた。更に各条は事書と本文から構成され、事書には規定の概要・趣旨が書かれ、本文にその具体的な規定が記されていた。
天暦元年（947年）に村上天皇が出した新制6ヶ条と呼ばれる官符が最古の例とされ、天暦の治と呼ばれる改革を進められていた中で、下級官人の華美な服飾華美（過差）を規制・禁止して身分秩序の遵守を図るものであった。長保元年（999年）に一条天皇・藤原道長体制下で長保元年令11条が出され、後の新制の定形となった。この時期の対象は大きく分けて奢侈禁止令と荘園整理令を機軸とした。特に下級官人や僧兵などの僧侶に対する粛正を目的としたものが多い。
その性格が大きく変化するのは、保元元年閏9月18日（1156年11月2日）に保元新制が出されてからである。この新制は後白河天皇即位という代始めの意味合いとともに、直後に発生した保元の乱によって動揺する社会を沈静化させ、徳政を実行することで朝廷の求心力回復を図ったものである。その後、天皇の代替わりや災害・戦乱などを機に徳政と王権誇示を意図した新制が度々出された。このうち、建久2年（1191年）の建久新制・寛喜3年（1231年）の寛喜新制・文永10年（1273年）の文永新制は、特に三代制符（さんだいせいふ）と呼ばれている。
建久新制は、源頼朝（鎌倉殿）に諸国守護権の付与を認めた根拠として知られているが、同時に「京畿諸国所部官司等」にも頼朝とともに海陸の盗賊及び放火（犯）の追捕を命じており、朝廷が検断権を完全に放棄したものではない（鎌倉幕府が日本全国の検断権を行使できた訳ではない）ことを示す根拠にもなっている。実際にその後も朝廷が衾宣旨と呼ばれる独自の追補命令を鎌倉幕府などの諸権門や日本全国に対して発令している。
また、新制が出されると、鎌倉幕府や有力寺社にも使者が派遣されて直接通達が行われた。鎌倉幕府による最初の武家新制は嘉禄元年（1225年）に、朝廷の嘉禄新制に合わせて出されたもので同新制の遵守を目的としたものであった。幕府単独の最初の武家新制は弘長元年（1261年）の弘長新制で、これは将軍宗尊親王の主導によって出されたものであった。更に弘安7年（1284年）には、安達泰盛主導の武家新制である弘安新制が出され、これを機に朝廷でも新制が出され、「弘安徳政」と呼ばれる幕府・朝廷共同の政治改革の動きに発展して、幕府では将軍と御家人の関係再構築が、朝廷では亀山上皇のもとで神領興行の遂行と訴訟制度の整備が実施された。
だが、社会問題の深刻化は度重なる新制の効力を無力化させて、衰退をもたらした。例えば、寛喜新制の制定を巡っては藤原頼資や藤原定家が新制の濫発による権威の低下や施行を巡って政変が起きていることを指摘して批判している（『民経記』寛喜3年8月29日条・『明月記』寛喜2年4月19日条）。鎌倉幕府では永仁5年（1297年）の新制が最後の武家新制となり、朝廷でも北朝・光明天皇の貞和2年（1346年）の新制が最後の公家新制となった。